# Поляков, Андрей Александрович
Андрей Александрович Поляков (16 октября 1951 — 21 марта 2001) — российский политический деятель. Депутат Государственной Думы второго созыва (1995—1999).

## Биография
Образование высшее — окончил Ивановский текстильный институт имени М. В. Фрунзе, инженер-механик; инженер-технолог.
Избирался председателем Московского областного Совета народных депутатов.
Депутат Государственной Думы от избирательного объединения "Всероссийское общественно-политическое движение «Наш дом — Россия». Председатель комитета ГД по вопросам местного самоуправления.
Умер в 2001 году. Похоронен на Троекуровском кладбище.